# KV Telstar
KV Telstar is een in 1963 opgerichte korfbalvereniging uit Hoevelaken, Gelderland, Nederland. De thuiswedstrijden in het veldseizoen worden op het eigen terrein genaamd "Sportpark Middelaar" gespeeld.